# Rostres républicains

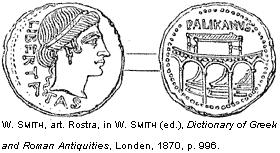
Pièce romaine frappée par Lollius Palicanus en -44, partisan de César. Au revers, une représentation des Rostres républicains. Trois des éperons sont visibles, ainsi que le subsellium des tribuns.

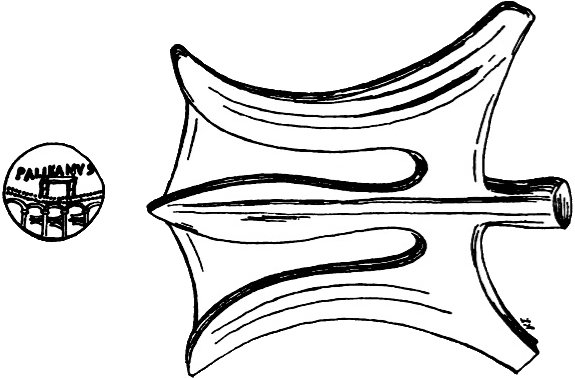
Reconstitution d'un des éperons qui ornent la façade des Rostres, à partir de leur représentation sur la pièce de Palicanus.

Les Rostres républicains ou Rostres antiates (en latin : Rostra Vetera) servent durant la République aux orateurs pour s'adresser aux assemblées qui se réunissent sur le Comitium de Rome, cœur politique de la ville.
La tribune doit son nom aux éperons (ou rostres) qui ornent une de ses faces. Elle est désignée sous le nom de Rostra Vetera sous l'Empire pour la distinguer des autres plateformes qui ont repris la dénomination de « Rostres ».

## Localisation
Les Rostra Vetera se dressent sur le bord méridional du Comitium, face à la Curie Hostilia, séparant l'espace central du Comitium de l'esplanade du Forum Romain (voir le plan).
Devenu dictateur à vie, Jules César entreprend de réaménager le Forum Romain et prévoit de déplacer les Rostres afin que la tribune se dresse face à l'esplanade du Forum. Cette nouvelle tribune est désormais connue sous le nom de Rostra Nova, puis de Rostra Augusti après 42 av. J.-C. quand Auguste fait achever les travaux.

## Fonction
Jusqu'en 145 av. J.-C., un augure prend les auspices depuis la plateforme. Si les présages (latin omen, pluriel omina) sont favorables, il convoque les magistrats et sénateurs et envoie un héraut informer le peuple. Durant l'assemblée, les magistrats, sénateurs et citoyens se prononcent dans leurs discours depuis la tribune sur les lois proposées, ou en faveur ou défaveur des candidats aux élections.
Avant qu'une loi ne soit votée, un héraut la lit au peuple depuis les Rostra. À la fin du processus législatif, les tribus sont appelées chacune leur tour sur le templum, "espace sacré", que représentent les Rostres afin de voter.
Après 145 av. J.-C., la population qui vote est devenue trop nombreuse pour pouvoir se réunir sur le Comitium et les Rostres sont abandonnées au profit du temple des Dioscures dont les marches servent de nouvelle tribune,,.
Les Rostra servent également de tribunal pour les affaires criminelles. Vers le milieu de la République, l'affaire est réglée devant les comices tributes et menée par un magistrat selon une procédure précisée dans la loi des Douze Tables. Après 70 av. J.-C., la cour (Quaestio de repetundis) se compose d'un jury de 50 à 75 jurés et est présidée par un magistrat.
Lors des procès tenus sur le Comitium, les Rostra servent de tribune aux magistrats qui s'assoient sur des chaises curules, accompagnés de quelques assistants. Des bancs de bois (subsellia) sont ajoutés pour les jurés, l'accusé, l'accusateur et leurs partisans. Les spectateurs prennent alors place sur les marches alentour,.
À la fin de la République, les Rostra sont utilisés pour les exécutions capitales et l'exposition des dépouilles des ennemis politiques (tel Cicéron exécuté par les sbires de Marc-Antoine) ou pour les éloges du défunt lors des funérailles.

## Histoire
Déjà sous la Monarchie, les orateurs avaient coutume  de se placer en hauteur pour s'adresser aux assemblées. Sur le Comitium archaïque, il devaient se servir de l'autel du Volcanal,.

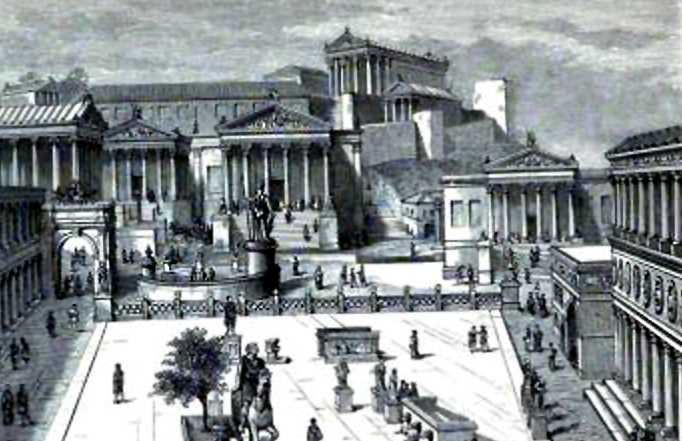
Le Comitium vers 44 av. J.-C., dessin de Francis Morgan Nichols, 1877

Consacrée comme un templum par les augures, la première véritable tribune est construite durant le VIe siècle av. J.-C. sur le Comitium face au bâtiment dans lequel le Sénat se réunit. En 338 av. J.-C., le consul Caius Maenius fait paver de pierre le Comitium et décorer la tribune de six éperons (rostra) de navires ennemis capturés lors de la bataille navale d'Antium. Celle-ci est alors baptisée du nom de Rostres.

« Des navires d'Antium, une partie rentra dans les arsenaux de Rome, une autre fut brûlée, et de leurs éperons on se plut à parer la tribune élevée dans le Forum, et ce lieu consacré prit dès lors le nom de Rostres. »

— Tite-Live (traduction de Corpet, Verger et Pessonneaux, 1904), Ab Vrbe Condita, VIII, 12
Au milieu du IIIe siècle av. J.-C., au début de la première guerre punique, le Comitium subit un important réaménagement, adoptant une forme circulaire entourée de gradins. Les Rostres sont également reconstruits à cette occasion. Un cadran solaire y est installé.
En 87 av. J.-C., Caius Marius et Lucius Cornelius Cinna s'emparent de Rome et exposent la tête tranchée du consul vaincu, Cnaeus Octavius, sur les Rostra. En 67 av. J.-C., Jules César prononce un discours sur la tribune afin de défendre une proposition de loi du tribun Aulus Gabinius qui prévoit de donner à Pompée un commandement extraordinaire pour éliminer les pirates en Méditerranée : la lex Gabinia est adoptée malgré l'opposition du Sénat .
Peu après l'assassinat de César le 15 mars 44, Brutus et Cassius s'adressent à une foule hostile, bouleversée par la mort du dictateur depuis la tribune. Plus tard, le 20 mars 44, le corps couvert de plaies de César est déposé dans une chapelle devant les Rostres.
Après l'exécution de Cicéron le 7 décembre 43, Marc Antoine ordonne que la tête et les mains tranchées de l'orateur soient exposées sur la tribune.

« Suivant l'ordre d'Antoine, on lui coupa la tête et les mains, ces mains avec lesquelles il avait écrit les Philippiques »

— Plutarque, La Vie de Cicéron, 48, 1-4

## Description
À l'origine, il s'agit d'une plateforme rectangulaire, probablement en bois, à laquelle on accède par deux escaliers latéraux,  l'un permettant de monter et l'autre de descendre. La tribune s'ouvre à la fois du côté du Comitium et du côté du Forum.
La tribune, reconstruite en pierre en même temps que le Comitium, est décorée de six éperons de navires. Plus tard, les Rostres sont adaptés à la nouvelle forme circulaire du Comitium. Les marches d'accès qui servent également de gradins, tournées vers le Comitium, adoptent une forme en arc de cercle épousant la courbe de la place. Les éperons sont fixés sur la face extérieure, tournés vers le Forum. Cette face, selon la représentation au revers d'une monnaie, est décorée d'une arcade soutenant un parapet. 
La tribune comporte un cadran solaire installé vers 267 av. J.-C. et des statues d'hommes politiques influents comme Camille, Sylla ou Pompée. De nombreuses colonnes et monuments honorifiques y sont élevés, au point que le Sénat décide d'en retirer pour faire de la place. On peut citer les statues des trois Sibylles et les statues des ambassadeurs romains morts au cours de leurs missions, dont ceux qui furent assassinés par les Fidénates en 432 av. J.-C.,,, ceux tués sur ordre de la reine d'Illyrie Teuta en 230 av. J.-C.,, Cnaeus Octavius assassiné sur ordre d'Antiochos en 163 ou 162 av. J.-C., et enfin Servius Sulpicius Rufus, mort durant une mission auprès de Marc Antoine.
| Plan du Comitium républicain (avant César) |
| --- |
| \| Curia · Iulia Aedes · Concordiae Ara · Saturni Mundus Senaculum Rostra · Vetera Lapis · Niger Basilica · Porcia Basilica · Opimia Curia · Hostilia Carcer Graecostasis Columna · Maenia Area · Volcani \| |
| En pointillé, le tracé du Comitium archaïque. En gris foncé, la silhouette de la Curia Iulia indiquée pour information.                                                                                      |
| Curia · Iulia Aedes · Concordiae Ara · Saturni Mundus Senaculum Rostra · Vetera Lapis · Niger Basilica · Porcia Basilica · Opimia Curia · Hostilia Carcer Graecostasis Columna · Maenia Area · Volcani       |

| Vicus · Iugarius Vicus · Tuscus Sacra · Via Rostres Graecostasis Comitium Lacus · Servilius Vélabre Subure Arc de · Fabius Puteal · Libonis Tribunal · Aurelium Basilique · Sempronia Tabularium Temple de · la Concorde Temple de · Castor Fontaine de Juturne Temple de · Vesta Regia Basilique · Fulvia puis Æmilia Sanctuaire de Vénus Cloacina Lacus Curtius Temple de · Saturne Curie · Hostilia Basilique · Porcia Tullianum Senaculum Autel de · Saturne Mundus Volcanal Basilique · Opimia |

| Clivus · Capitolinus Vicus · Tuscus Sacra · Via Vélabre Forums · impériaux Basilique · Julia Temple de · Castor Fontaine de Juturne Temple de · Vesta Regia Basilique · Æmilia Sanctuaire de Vénus Cloacina Lacus Curtius Temple · de César Temple · d'Antonin · et Faustine Arc · d'Auguste Curie · Julia Temple de · Saturne Tabularium Carcer Temple de · la Concorde Temple de · Vespasien Portique des · Dieux · Conseillers Rostres Arc de · Septime Sévère Umbilicus Urbis Rostres · de César Lapis niger Milliaire d'or Arc de · Tibère |